# Williamson County (Illinois)
Das Williamson County ist ein County im US-amerikanischen Bundesstaat Illinois. Im Jahr 2010 hatte das County 66.362 Einwohner und eine Bevölkerungsdichte von 60,5 Einwohnern pro Quadratkilometer. Der Verwaltungssitz (County Seat) ist Marion.

## Geografie
Das County liegt im Süden von Illinois, ist etwa 60 Kilometer vom Mississippi und 70 Kilometer vom Ohio River entfernt. Es hat eine Fläche von 1151 Quadratkilometern, wovon 54 Quadratkilometer Wasserfläche sind. An das Williamson County grenzen folgende Nachbarcountys:
|                | Franklin County |               |
| Jackson County |                 | Saline County |
| Union County   | Johnson County  | Pope County   |

## Geschichte
Das Williamson County wurde am 28. Februar 1839 aus dem Franklin County gebildet. Da viele neue Siedler aus Tennessee stammten, benannten sie dieses County nach dem Williamson County in Tennessee.

## Demografische Daten
Nach der Volkszählung im Jahr 2010 lebten im Williamson County 66.362 Menschen in 26.324 Haushalten. Die Bevölkerungsdichte betrug 60,5 Einwohner pro Quadratkilometer. In den 26.324 Haushalten lebten statistisch je 2,43 Personen.
Ethnisch betrachtet setzte sich die Bevölkerung zusammen aus 92,9 Prozent Weißen, 4,2 Prozent Afroamerikanern, 0,4 Prozent amerikanischen Ureinwohnern, 0,9 Prozent Asiaten sowie aus anderen ethnischen Gruppen; 1,6 Prozent stammten von zwei oder mehr Ethnien ab. Unabhängig von der ethnischen Zugehörigkeit waren 2,0 Prozent der Bevölkerung spanischer oder lateinamerikanischer Abstammung.
22,0 Prozent der Bevölkerung waren unter 18 Jahre alt, 61,5 Prozent waren zwischen 18 und 64 und 16,5 Prozent waren 65 Jahre oder älter. 50,5 Prozent der Bevölkerung war weiblich.

Das jährliche Durchschnittseinkommen eines Haushalts lag bei 40.579 USD. Das Pro-Kopf-Einkommen betrug 22.164 USD. 16,7 Prozent der Einwohner lebten unterhalb der Armutsgrenze.

## Ortschaften im Williamson County
Citys
| - Carterville - Creal Springs - Herrin | - Hurst - Johnston City - Marion |

Villages
| - Bush - Cambria - Colp - Crainville | - Energy - Freeman Spur1 - Pittsburg - Spillertown | - Stonefort2 - Whiteash |

Unincorporated Communities
| - Attila - Blairsville - Chittyville - Clifford - Corinth - Crab Orchard | - Crab Orchard Estates3 - Crenshaw Crossing - Dewmaine - Dykersburg - Egyptian Hills - Egyptian Shores | - Ferges - Fergestown - Hafer - Lake Crest - New Camp - Old Camp | - Paineville - Paulton - Pulleys Mill - Shakerag - Stiritz |

1 – teilweise im Franklin County

2 – teilweise im Saline County

3 – teilweise im Jackson County

## Gliederung

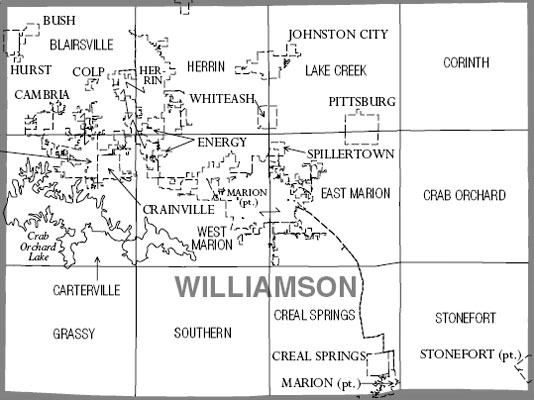
Gliederung des Williamson County

Das Williamson County ist in 12 Bezirke (precincts) eingeteilt:
| Bezirk                 | Einwohner (2010) | FIPS     |
| ---------------------- | ---------------- | -------- |
| Blairsville precinct   | 5.897            | 17-90432 |
| Carterville precinct   | 8.733            | 17-90648 |
| Corinth precinct       | 1.038            | 17-90846 |
| Crab Orchard precinct  | 1.380            | 17-90882 |
| Creal Springs precinct | 2.483            | 17-90918 |
| East Marion precinct   | 10.188           | 17-91062 |
| Grassy precinct        | 589              | 17-91548 |
| Herrin precinct        | 15.269           | 17-91620 |
| Lake Creek precinct    | 4.322            | 17-91836 |
| Southern precinct      | 3.273            | 17-93204 |
| Stonefort precinct     | 1.138            | 17-93294 |
| West Marion precinct   | 12.047           | 17-93690 |